# Blåbjerg Egekrat, Lyngbos Hede og Hennegårds Klitter
Blåbjerg Egekrat, Lyngbos Hede og Hennegårds Klitter este o arie protejată (arie specială de conservare — SAC, sit de importanță comunitară — SCI) din Danemarca întinsă pe o suprafață de 694 ha, integral pe uscat.

## Localizare
Centrul sitului Blåbjerg Egekrat, Lyngbos Hede og Hennegårds Klitter este situat la coordonatele 55°45′13″N 8°11′27″E / 55.753611°N 8.190833°E.

## Înființare
Situl Blåbjerg Egekrat, Lyngbos Hede og Hennegårds Klitter a fost declarat sit de importanță comunitară în mai 1995 pentru a proteja un număr necunoscut de specii din flora spontană și fauna sălbatică aflate în arealul zonei. Situl a fost protejat și ca arie specială de conservare în decembrie 2011.

## Biodiversitate
Situată în ecoregiunea atlantică, aria protejată conține 13 habitate naturale: Dune de coastă cu Juniperus spp., Dune mobile cu vegetație embrionară, Dune de coastă fixe cu vegetație erbacee („dune gri”), Dune cu Salix repens ssp. argentea (Salicion arenariae), Dune cu Hyppophaë rhamnoides, Dune mobile de-a lungul țărmului cu Ammophila arenaria („dune albe”), Dune fixe decalcificate cu Empetrum nigrum, Depresiuni intradunale umede, Mlaștini alcaline, Dune împădurite din regiunile atlantică, continentală și boreală, Păduri acidofile de stejar bătrân cu Quercus robur pe câmpii nisipoase, Ape stătătoare oligotrofe până la mezotrofe, cu vegetație de Littorelletea uniflorae și/sau de Isoëto-Nanojuncetea, Depresiuni pe substraturi de turbă de Rhynchosporion.
La baza desemnării sitului se află un număr nedeclarat de specii protejate.